# L3/33
La L3/33 o Carro Veloce CV-33 fue una tanqueta italiana construida en 1933 y empleada por el Ejército italiano antes y durante la Segunda Guerra Mundial. 

## Historia y desarrollo

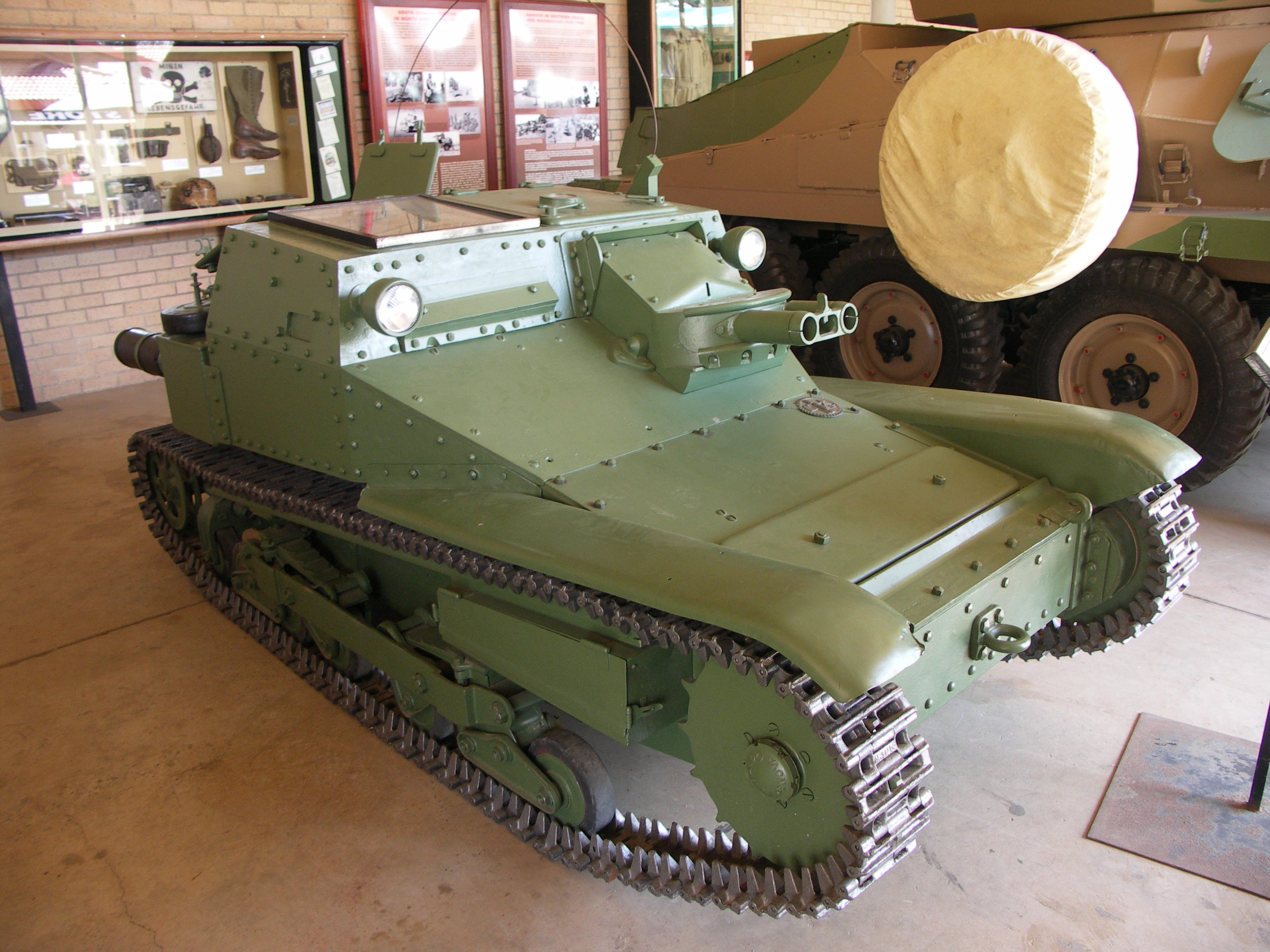
Tanque ligero italiano Carro Leggero 3/35 (L3/35) Imagen tomada en el Museo de Historia Militar de Sudáfrica.

La licencia para la construcción de la tanqueta Carden-Loyd Mk.VI fue adquirida por FIAT en 1929. El primer prototipo estuvo listo ese mismo año, siendo designado CV-29 (Carro veloce Modelo 1929); se construyeron veintiuno de estos modelos de "preproducción",  utilizados en ejercicios y sirviendo como bancos de pruebas para mejoras, lo que dio lugar al  modelo de producción CV-33.
La CV-33 original tenía una tripulación de dos hombres, que iban protegidos por blindaje soldado con un espesor de 12 mm y estaba armada con una ametralladora de 6,5 mm.
A partir del modelo CV-33 II, su armamento fue incrementado a dos ametralladoras de 8 mm.
Varias CV-33 fueron reequipadas en 1935 para cumplir las especificaciones de la CV-35. En 1938, la CV-33 fue rebautizada como "L3/33", mientras que las CV-35 fueron llamadas "L3/35".

## Historial de combate

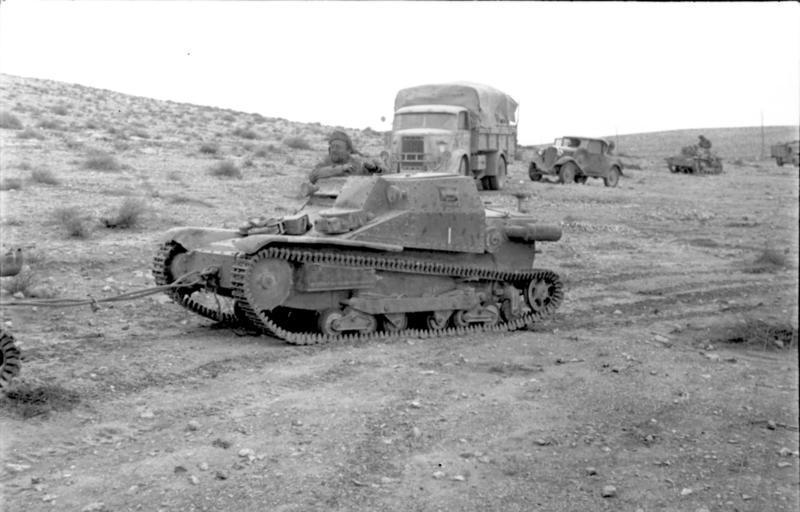
Una L3/33 en Libia. durante la Campaña en África del Norte (1940-1943).

La L3/33 fue empleada en China, España, Francia, los Balcanes, en África del Norte, el África Oriental italiana, Italia y la Unión Soviética.

## Ejemplares supervivientes
Una L3/33 está expuesta en el Memorial de Guerra Australiano de Canberra. Se cree que esta tanqueta fue capturada por soldados británicos y de la Commonwealth en el norte de África en 1940 o 1941. El Museo de tanques de Bovington tiene una L3 Lf en exposición. Hay una L3/33 en exposición en los jardines de las instalaciones del ejército de Tierra de Cibeles, en Madrid. 

## Variantes

### L3 Lf
La tanqueta lanzallamas L3 Lf (Lancia fiamme; lanzallamas, en italiano) fue otra variante de la tanqueta L3/33. Su desarrollo empezó en 1935. La boquilla del lanzallamas reemplazaba a una de las ametralladoras y el combustible era transportado en una cisterna blindada remolcada por el vehículo. Las versiones posteriores transportaban el combustible en un depósito blindado con forma de caja, montado sobre el compartimiento del motor. El vehículo pesaba 3,2 toneladas y la cisterna blindada remolcada llevaba 500 litros de combustible. El lanzallamas tenía un alcance de 36,5 m, aunque otras fuentes indican un alcance de 100 m. Fueron desplegadas en África del Norte, aunque no hay reportes sobre su empleo allí.
La L3 Lf fue empleada en la segunda guerra ítalo-etíope, España, Francia, los Balcanes, Libia italiana y el África Oriental Italiana.

### L3/r
Versión de mando equipada con radios.

### L3 Zappatori
Al igual que el Carro Passarella, era una versión posapuentes experimental que no tuvo éxito.

### L3 Carro recupero
Versión experimental para recuperar tanquetas averiadas o dañadas.

### L3/cc o L3/Solothurn
Modificación de campo hecha a varias unidades que operaban en el norte de África en 1941. En lugar del afuste doble para ametralladoras se montó un fusil antitanque Solothurn S-18/1000 de 20 mm, que podía detener los automóviles blindados y tanques ligeros británicos.

### L35 Aviotrasportabile
Tanqueta lanzallamas empleada para pruebas sobre vehículos blindados aerotransportados.

### CV.33 Addestramento mitraglieri
Una unidad fue parcialmente desmantelada y transformada en una especie de simulador para el entrenamiento de ametralladoristas.

### Trubia
Versión experimental española, armada con un cañón automático Breda M35 de 20 mm.

### L3 Trattore leggero
Hipotética versión para remolcar los cañones 47/32.

### Semovente L3 da 47/32
Prototipo de cazatanques armado con un cañón de 47 mm, fue un intento desesperado de adaptar la L3 a las nuevas condiciones de combate y tenía un diseño similar al del Panzerjäger I (que a su vez era un derivado del Panzer I): se retiró la superestructura del casco y llevaba un cañón 47/32 montado al frente, con un escudo que protegía a los artilleros. El resto del vehículo no tenía cambios, salvo la suspensión con muelles helicoidales. Probablemente no tuvo éxito, ya que el retroceso del cañón 47/32 desgastaba el vehículo con el paso del tiempo.

### L3 da demolizione
Prototipo radiocontrolado para limpiar campos minados.

## Usuarios

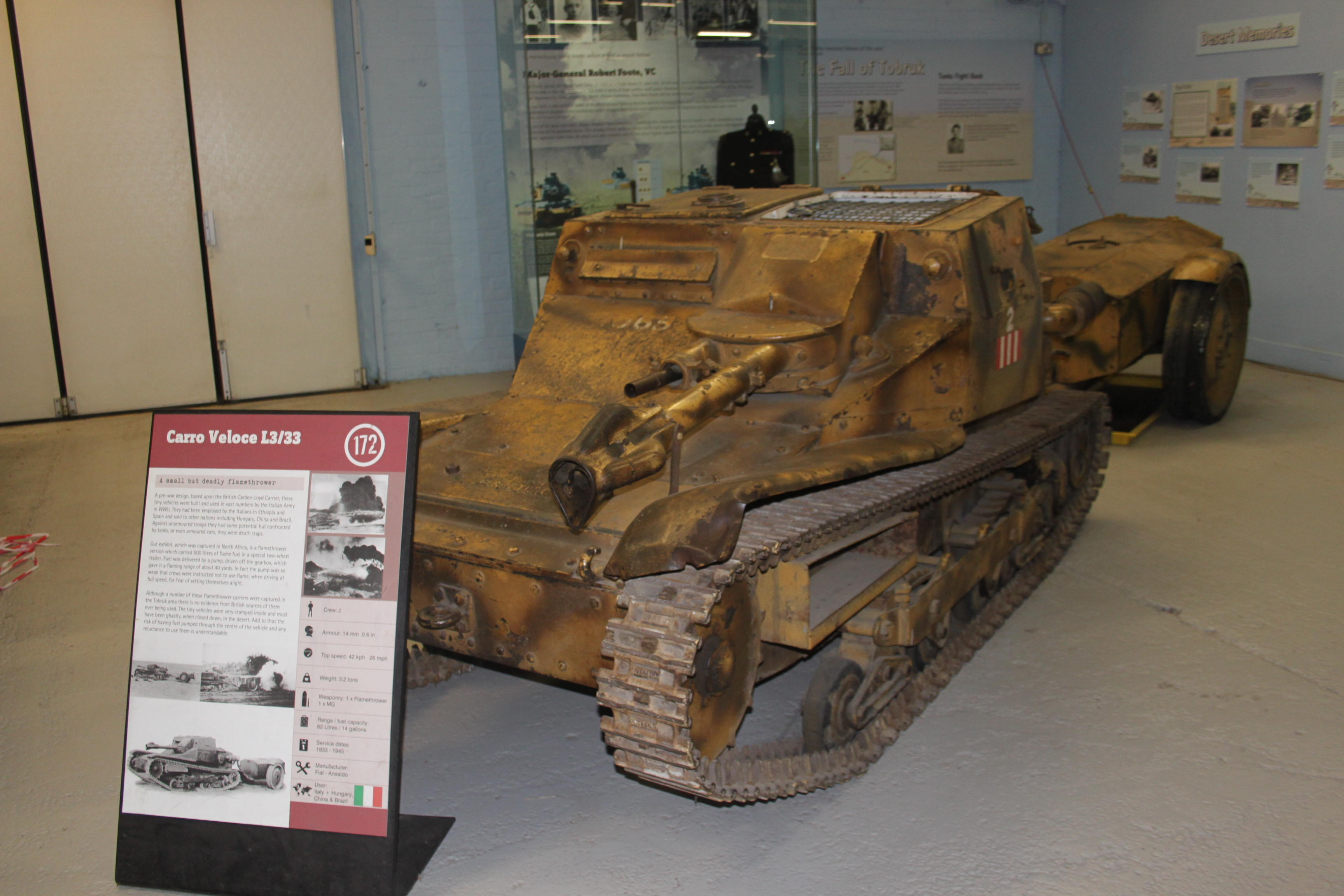
La L3 Lf del Museo de tanques de Bovington.

- Italia
- Austria
- Brasil
- Bulgaria
- Croacia
- España Franquista: 155 unidades de L3/33 y L3/35.
- Hungría
- Irak
- Nicaragua
- República de China
- Venezuela